# Josef Haltrich
Josef Haltrich (Reghin, 22 luglio 1822 – Apold, 17 maggio 1886) è stato un pedagogista, filologo, sacerdote ed etnografo sassone di Transilvania, conosciuto specialmente per le sue raccolte di racconti e poesie popolari sassoni.

## Biografia[1]
Dopo aver condotto gli studi ginnasiali a Schäßburg  (l'attuale Sighișoara), partì per Lipsia grazie a una borsa di studio. Durante il suo soggiorno in Germania conobbe Jacob Grimm, uno dei famosi fratelli Grimm, col quale intrattenne un'intensa corrispondenza riguardante gli studi folkloristici.
Terminati gli studi in Germania tornò a Sighișoara, dove accettò la direzione del locale Ginnasio.
Nel 1854 pubblicò a Berlino una raccolta di fiabe popolari intitolata Deutsche Volksmärchen aus dem Sachsenlande in Siebenbürgen (Fiabe popolari tedesche delle terre sassoni, Transilvania). Inizialmente la raccolta comprendeva settantotto fiabe, che attirarono l'attenzione di Jacob Grimm.
Joseph Haltrich si occupò inoltre della storia di quelle terre, studiando l'evoluzione e il processo di modernizzazione delle città di Reghin e Sighișoara. Svolse ricerche anche sui dialetti sassoni.
Trascorse gli ultimi anni della sua vita in ritiro a Șaeș, dove si dedicò all'attività ecclesiastica.

## Opere

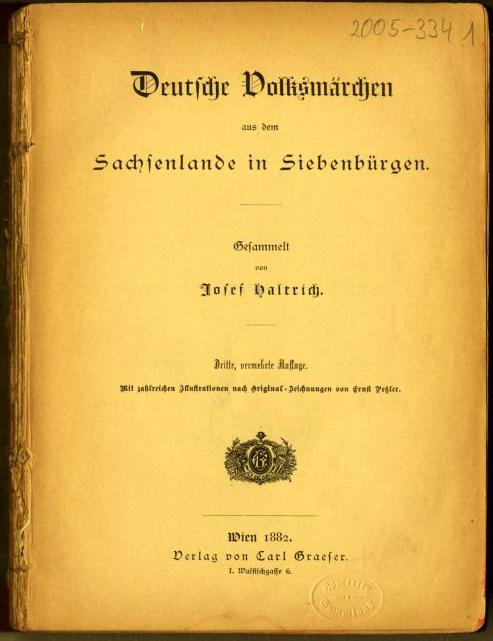
Raccolta di fiabe popolari sassoni, edizione 1882, Vienna

- Deutsche Volksmärchen aus dem Sachsenlande in Siebenbürgen. Saur, Monaco 1990, ISBN 3-59851071-3 (Prima edizione: Berlino 1856)
- Die Macht und Herrschaft des Aberglaubens in seinen vielfachen Erscheinungsformen. Auto-pubblicata, Sighișoara, 1871
- Zur Volkskunde der Siebenbürger Sachsen. Graeser, Vienna 1885
- Tiermärchen aus dem Sachsenlande in Siebenbürgen. Schaffstein, Köln 1920
- Siebenbürgische Tiermärchen. Hillger, Berlino 1929
- Der Eisenhans. Siebenbürgisch-sächsische Märchen nach Josef Haltrich, curato da Hans Liebhardt e Dieter Roth, Editore Ion Creangă, Bucarest, 1972
- Sächsische Volksmärchen aus Siebenbürgen., Editore Kriterion, Bucarest, 1974